# 9112 Хацуларс
9112 Хацуларс (9112 Hatsulars) — астероїд головного поясу, відкритий 31 січня 1997 року.
Тіссеранів параметр щодо Юпітера — 3,200.